# Catherine-Nicole Lemaure
Catherine-Nicole Lemaure, född 1704, död 1786, var en fransk sopran, aktiv 1719-1744. 
Lemaure engagerades i kören vid Parisoperan 1719, och uppträdde från 1721 ofta i huvudroller. Bland hennes succéer fanns Oriane i Amadis av Lully (1731) huvudrollen i Issé av Destouche (1733) och Iphise (1740). En berömd incident inträffade 1735, då hon hotades med fängelse om hon vägrade uppträda i Jephté, och hyllades av parterren då hon med avsikt sjöng dåligt: hon vägrade fortsätta och fördes då direkt från scenen till fängelset i teaterkostym, varifrån hon fördes tillbaka dagen därpå för att göra om rollen på allvar.  
Som person beskrivs Lemaure som temperamentsfull och skapade konflikter genom sin rivalitet med kollegan Marie Pelissier. Hon var frånvarande från operan 1725-26 och 1727-30, och då hon avslutade sin karriär 1744, var det av eget val och på grund av personliga skäl snarare än professionella: i musikervärlden framhölls hon som ett föredöme så sent som 1770-talet. 